# Ptochophyle rubricata
Ptochophyle rubricata är en fjärilsart som beskrevs av Swinhoe 1903. Ptochophyle rubricata ingår i släktet Ptochophyle och familjen mätare. Inga underarter finns listade.